# 1925年臺灣
|        | 臺灣歷史 \| 台灣歷史年表 |
| 世纪： | 19世纪臺灣 \| 20世纪臺灣 \| 21世纪臺灣 |
| 年代： | 1890年代臺灣 \| 1900年代臺灣 \| 1910年代臺灣 \| 1920年代臺灣 \| 1930年代臺灣 \| 1940年代臺灣 \| 1950年代臺灣                                           |
| 年份： | 1920年臺灣 \| 1921年臺灣 \| 1922年臺灣 \| 1923年臺灣 \| 1924年臺灣 \| 1925年臺灣 \| 1926年臺灣 \| 1927年臺灣 \| 1928年臺灣 \| 1929年臺灣 \| 1930年臺灣 |
| 纪年： | 乙丑年（牛年）、日本大正14年 |

1925年臺灣發生了二林事件

## 政府

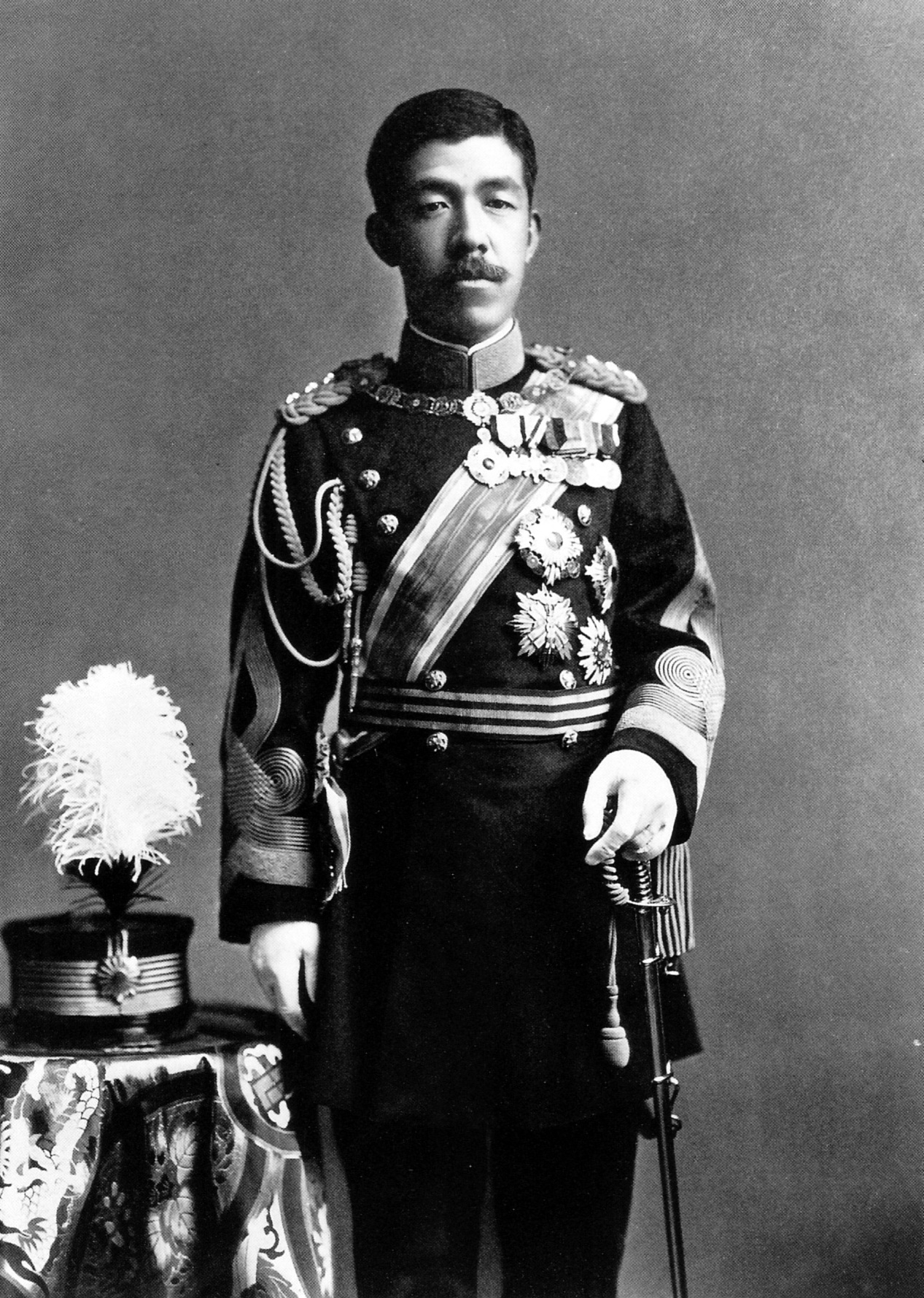
天皇：大正天皇
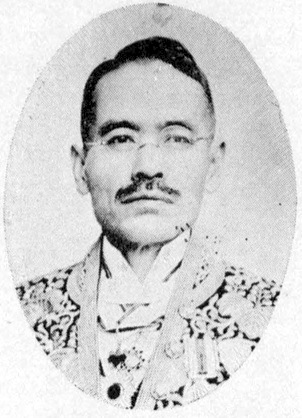
臺灣總督：伊澤多喜男
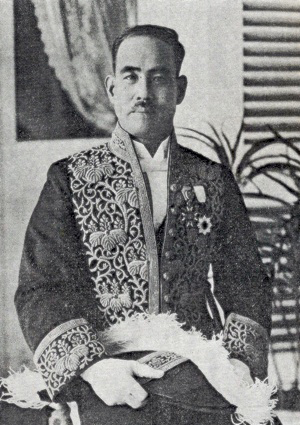
總務長官：後藤文夫

## 大事記
- 2月8日：成立彰化婦女共勵會[1]:202。
- 2月17日：第六次臺灣議會設置請願運動[1]:202。
- 2月20日：治警事件三審宣判[1]:203。
- 5月23日：鳳山小作人組合成立[1]:203。
- 6月28日：二林蔗農組合成立[1]:203。
- 7月12日：《臺灣民報》從旬刊改成週刊[1]:203。
- 7月27日：臺灣文化協會第二次的夏季學校開辦，活動於8月9日結束[1]:203。
- 7月31日：新竹街圖書館落成[2]:119。
- 8月31日：
  - 臺灣雜誌社改為臺灣民報社[1]:203。
  - 新竹州圖書館（新竹街圖書館改制）開館[2]:119。
- 10月3日：通霄青年會成立[1]:203。
- 10月：二林事件
- 11月15日：鳳山小作人組合改稱鳳山農民組合[1]:204。

## 出生
- 1月20日——鍾肇政，作家。著有《魯冰花》、《臺灣人三部曲》、《濁流三部曲》。（2020年逝世）
- 1月24日——許勝發，企業家、政治人物。太子汽車工業公司創辦人。（2021年逝世）
- 2月15日——吳克泰，社會運動參與者。曾任中國共產黨台北市工作委員會委員。（2004年逝世）
- 3月12日——王水河，藝術創作者。（2019年逝世）
- 3月22日——王玉雲，企業家、政治人物。早年從事鋼鐵及拆船業，後出任高雄市市長。（2009年逝世）
- 3月22日——林恆生，政治人物。曾任雲林縣縣長。（2015年逝世）
- 6月6日——林淵源，政治人物。曾任高雄縣縣長。（2020年逝世）
- 7月25日——邱創煥，政治人物。曾任中華民國內政部部長。（2020年逝世）
- 10月19日——林景元，政治人物。曾任高雄縣議員。
- 11月1日——葉石濤，作家。著有《台灣文學史綱》。（2008年逝世）
- 11月20日——陳文郁，蔬果育種家。成功開發無籽西瓜。（2012年逝世）

## 逝世
- 9月30日——伊能嘉矩，民俗學者、人類學者。日治時期在臺致力臺灣研究。著有《臺灣地名辭書》、《臺灣文化志》。逝世於日本岩手縣盛岡市（1867年出生）